# White Zombie (película)
White Zombie (en España, La legión de los hombres sin alma) es una película de terror estadounidense, lanzada el 4 de agosto de 1932. Es la primera película de la historia en la que aparecen zombis, que también dio origen a la representación cinematográfica del vudú.
Fue producida independientemente por los realizadores de cine mudo Edward Halperin y Victor Halperin, con un guion de Garnett Weston. Victor Halperin fue el director y el filme fue distribuido por United Artist.
Sherman S. Krellberg financió la producción de la película a través de su corporación Amusement Securities, usando los derechos del film como garantía. Como los Halperin no pudieron pagar el préstamo oportunamente, Krellberg se hizo cargo de los derechos y volvió a distribuir periódicamente la película a través de pequeños distribuidores, siendo la última vez en 1972.

## Historia
El 10 de febrero de 1932 se estrenó en Broadway una obra de teatro de Kenneth Webb titulada Zombie, que estaba basada en el libro The magic island, de W.B. Seabrook. Aunque la obra no tuvo demasiado éxito y fue retirada tras 21 representaciones, Edward y Victor Halperin propietarios de una pequeña productora de cine independiente, repararon en ella. Por encargo de los hermanos Halperin, Garnett Weston escribió un guion basado en la obra de teatro. Kenneth Webb, autor de la obra intentó detener el rodaje de la película por considerarlo un plagio, pero no tuvo éxito en su empeño, por lo que la película fue finalmente estrenada el 4 de agosto de 1932.
Sólo el quince por ciento del metraje de White Zombie era sonoro, por lo que el filme cosechó malas críticas. Sin embargo el público la respaldó, convirtiéndola en un trabajo muy rentable para los Halperin

## Argumento
Neil Parker (John Harron) y Madeleine Short (Madge Bellamy) son una joven pareja que viajan a Haití invitados por el terrateniente Charles Beaumont (Robert Frazer), para celebrar su matrimonio. Sin embargo, Beaumont está enamorado de Madeleine y guarda esperanzas de que ella acceda a casarse con él. Al ser rechazado, acude al hechicero de vudú local, Legendre (Béla Lugosi). Su plan es que Legendre la convierta en zombi, se la declare muerta y se la entierre, y que Neil vuelva a los Estados Unidos para después revivirla y que permanezca junto a él. Sin embargo, Legendre tiene sus propios planes para Madeleine y para Beaumont.

## Reparto
- Béla Lugosi: Legendre
- John Harron: Neil Parker.
- Madge Bellamy: Madeleine Short.
- Robert Frazer (1891 - 1944): Charles Beaumont.

## La película en la cultura popular
El grupo estadounidense de rock industrial y groove metal llamado White Zombie tomó su nombre de esta película. Deshecho en 1998, el grupo dejó canciones de contenido fantástico y surrealista, muchas de ellas influidas por películas estadounidenses de serie B o hasta en homenaje a ellas, que en cierta manera confirman la admiración de los músicos del grupo por la película de los Halperin.
El guitarrista de la banda estadounidense  Metallica, Kirk Hammett, utiliza una guitarra ESP LTD 602 con el diseño de esta popular película de Horror.